# Lchashen
Lchashen (in armeno Լճաշեն?, Lč̣ašen, fino al 1946 Ordaklu) è un comune dell'Armenia di 5 031 abitanti (2009) della provincia di Gegharkunik.